# コルセア (企業)

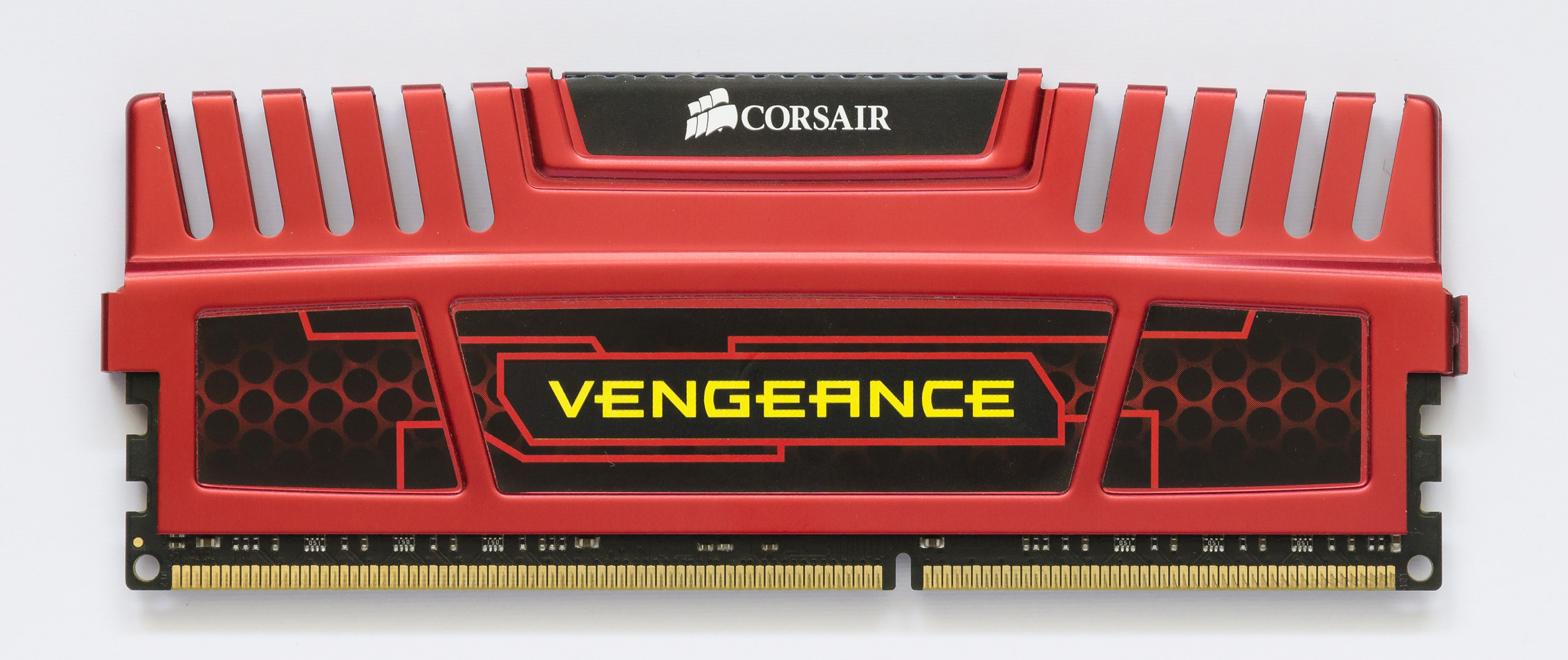
主力製品であるメモリ（デスクトップPC用）

Corsair（コルセア）は、アメリカ合衆国カリフォルニア州のミルピタスに本社を置くPCパーツ、周辺機器製造メーカー。ロゴは帆船の帆を図案化したもの。

## 概要
1994年に設立。当初はキャッシュメモリを中心に生産していた。
2002年以降、オーバークロッカー向けのコンピュータ・メモリ（DRAM）モジュールの生産に注力。ハイエンド製品を中心にATX電源やSSD（いずれもOEM製品）やCPUクーラー・パソコンケース、オーディオ関連製品などにも進出している。
2024年現在、世界60カ国以上に展開しており、日本では株式会社リンクスインターナショナルと株式会社アスクが正規代理店として製品を扱っている。